# Карагачский сельсовет
Карагачский сельсовет — сельское поселение в Беляевском районе Оренбургской области Российской Федерации.
Административный центр — посёлок Карагач.

## История
Статус и границы сельского поселения установлены Законом Оренбургской области от 2 сентября 2004 года № 1424/211-III-ОЗ «О наделении муниципальных образований Оренбургской области статусом муниципального района, городского округа, городского поселения, установлении и изменении границ муниципальных образований»

## Население
| 2010 | 2012 | 2013 | 2014 | 2015 | 2016 | 2017 |
| ---- | ---- | ---- | ---- | ---- | ---- | ---- |
| 937  | ↘923 | ↗932 | ↘925 | ↘899 | ↘897 | ↘891 |
| 2018 | 2019 | 2020 | 2021 |      |      |      |
| ↘875 | ↘873 | ↘864 | ↘835 |      |      |      |

## Состав сельского поселения
| № | Населённый пункт | Тип населённого пункта          | Население |
| - | ---------------- | ------------------------------- | --------- |
| 1 | Васильевка       | село                            | 177       |
| 2 | Карагач          | посёлок, административный центр | 760       |